# Liste der Landschaftsschutzgebiete im Kreis Rendsburg-Eckernförde
Liste der Landschaftsschutzgebiete im Kreis Rendsburg-Eckernförde in Schleswig-Holstein.
| Bild                    | Nummer   | Bezeichnung des Gebietes                                         | Fläche in Hektar | WDPA-ID   | Koordinaten | Gemeinde(n) | Datum der Verordnung | Fundstelle |
| ----------------------- | -------- | ---------------------------------------------------------------- | ---------------- | --------- | ----------- | --- | -------------------- | --- |
|                         | 58-RD-01 | Lütjenwestedter Moor                                             | 30,07            | 322868    | Position    | Lütjenwestedt | 28. April 1937       | Reg.ABl. S. 218 |
|                         | 58-RD-02 | Loher Berge                                                      | 184,85           | 322654    | Position    | Lohe-Föhrden | 5. Mai 1937          | Reg.ABl. S. 212 |
|                         | 58-RD-07 | Bauernmoor bei Prinzenmoor                                       | 109,08           | 319808    | Position    | Prinzenmoor | 12. Januar 1938      | Reg.ABl. S. 24 |
| weitere Bilder          | 58-RD-08 | Sandergebiet westlich von Brammerau                              | 80,34            | 324090    | Position    | Jevenstedt, Brammer | 23. Februar 1938     | Reg.ABl. S. 72 |
|                         | 58-RD-09 | Toter Arm der Gieselau                                           | 4,19             | 325208    | Position    | Oldenbüttel | 31. Mai 1938         | Reg.ABl. S. 207 |
|                         | 58-RD-11 | Landzunge Flemhuder See/Ringkanal                                | 35,74            | 322495    | Position    | Quarnbek | 21. September 1938   | Reg.ABl. S. 341 |
|                         | 58-RD-13 | Felmer Moor                                                      | 33,92            | 320778    | Position    | Felm | 27. Februar 1939     | Reg.ABl. S. 164 |
|                         | 58-RD-14 | Alter Eiderkanal beim Gut Kluvensiek                             | 38,13            | 319541    | Position    | Bovenau | 6. September 1939    | Reg.ABl. S. 283 |
|                         | 58-RD-15 | Duxmoor                                                          | 7,18             | 555550070 | Position    | | 1940                 | |
|                         | 58-RD-16 | Großes Moor                                                      | 27,51            | 321202    | Position    | Osterby, Hütten | 4. Juni 1940         | Reg.ABl. S. 121 |
|                         | 58-RD-17 | Kirchenmoor                                                      | 8,93             | 322137    | Position    | Böhnhusen | 13. Januar 1941      | Reg.ABl. S. 21 |
|                         | 58-RD-18 | Westufer des Bordesholmer Sees                                   | 49,94            | 325846    | Position    | Bordesholm, Mühbrook | 11. Mai 1948         | ABl. Schl.-H./AAz. S. 63 |
|                         | 58-RD-22 | Hügelgräber                                                      | 256,24           | 321808    | Position    | Ostenfeld, Bredenbek, Haßmoor, Bovenau | 10. März 1951        | ABl. Schl.-H./AAz. S. 47 |
|                         | 58-RD-26 | Ochsenweg                                                        | 225,85           | 323433    | Position    | Owschlag, Lohe-Föhrden | 17. November 1952    | GVOBl. Schl.-H. S. 181 |
| weitere Bilder          | 58-RD-28 | Wildes Moor                                                      | 207,93           | 555550072 | Position    | Osterrönfeld, Westerrönfeld, Jevenstedt, Schülp b. Rendsburg, Rendsburg | 11. Februar 1953     | ABl. Schl.-H./AAz. S. 42 |
| weitere Bilder          | 58-RD-32 | Grönsfurther Berge                                               | 79,74            | 555550073 | Position    | Nübbel, Rendsburg | 14. September 1953   | ABl. Schl.-H./AAz. S. 252 |
|                         | 58-RD-33 | Boxberg                                                          | 18,95            | 555550074 | Position    | Aukrug | 22. Oktober 1954     | ABl. Schl.-H./AAz. S. 293 |
|                         | 58-RD-38 | Padenstedter Moor                                                | 20,39            | 323609    | Position    | Padenstedt | 20. Juni 1959        | ABl. Schl.-H./AAz. S. 150 |
| weitere Bilder          | 58-RD-40 | Rendsburg-Untereider                                             | 60,06            | 323809    | Position    | Rendsburg | 4. Dezember 1961     | ABl. Schl.-H./AAz. 1962 S. 6 |
|                         | 58-RD-41 | Oos Schülp                                                       | 0,64             | 323503    | Position    | Schülp b. Nortorf | 3. Januar 1962       | ABl. Schl.-H./AAz. S. 79 |
|                         | 58-RD-42 | Einfelder See                                                    | 99,35            | 320569    | Position    | Mühbrook | 29. Oktober 1962     | ABl. Schl.-H./AAz. S. 183 |
|                         | 58-RD-44 | Sorgetal                                                         | 183,20           | 555550075 | Position    | Lohe-Föhrden | 22. April 1963       | ABl. Schl.-H./AAz. S. 145 |
|                         | 58-RD-46 | Erweiterte Umgebung Bisseer Gehege                               | 1202,55          | 320693    | Position    | Bissee, Böhnhusen, Brügge, Reesdorf, Schönhorst | 20. Dezember 1996    | Kreisblatt 1997/S. 47 |
|                         | 58-RD-47 | Tal der Drögen Eider und Eidertal                                | 487,19           | 324982    | Position    | Bissee, Brügge, Groß Buchwald | 20. Dezember 1996    | Kreisblatt 1997/S.37 |
|                         | 58-RD-48 | Windebyer Noor und Schnaaper Seen                                | 1012,15          | 325901    | Position    | Eckernförde, Windeby, Gammelby | 28. Januar 1998      | Kreisblatt S. 93 |
| weitere Bilder          | 58-RD-49 | Schwansener Schleilandschaft                                     | 4841,73          | 324479    | Position    | Winnemark, Thumby, Rieseby, Kosel | 29. Juni 1999        | Kreisblatt S. 152 |
| weitere Bilder          | 58-RD-50 | Küstenlandschaft Dänischer Wohld                                 | 3463,24          | 322377    | Position    | Eckernförde, Altenhof, Goosefeld, Holtsee, Neudorf-Bornstein, Osdorf, Noer, Schwedeneck, Strande, Dänischenhagen                                                                                                 | 22. November 1999    | Kreisblatt 36, S. 262 vom 24. November 1999 |
|                         | 58-RD-51 | Hüttener Vorland                                                 | 3221,37          | 321856    | Position    | Fleckeby, Güby, Hummelfeld, Kosel, Ascheffel, Damendorf, Hütten, Osterby, Windeby | 8. Juni 2000         | Kreisblatt Nr. 22, S. 184 vom 9. Juni 2000 |
|                         | 58-RD-52 | Obere Hanerau                                                    | 898,72           | 323339    | Position    | Hanerau-Hademarschen, Gokels, Thaden, Bendorf | 30. Juni 2000        | Kreisblatt Nr. 25, S. 202 vom 5. Juli 2000 |
| weitere Bilder          | 58-RD-53 | Wittensee, Hüttener und Duvenstedter Berge                       | 6939,60          | 325919    | Position    | Borgstedt, Bünsdorf, Groß Wittensee, Haby, Holzbunge, Klein Wittensee, Neu Duvenstedt, Sehestedt, Ahlefeld, Ascheffel, Bistensee, Brekendorf, Damendorf, Hütten, Owschlag, Hummelfeld, Goosefeld, Alt Duvenstedt | 9. März 2001         | Kreisblatt Nr. 10 S. 137 vom 14. März 2001 |
|                         | 58-RD-54 | Eider-Treene-Sorge Niederung anderer Name: Eider-Sorge Niederung | 4218,02          | 320562    | Position    | Königshügel, Lohe-Föhrden, Hohn, Sophienhamm, Bargstall, Friedrichsgraben, Friedrichsholm, Christiansholm | 1. August 2001       | Kreisblatt Nr.27 S.262 vom 1. August 2001 Berichtigung vom 5. Dezember 2001 Kreisblatt Nr. 43 S. 440 vom 14. Dezember 2001 Änderung vom 25. Mai 2007 S. 115 Kreisblatt Nr. 15 |
| Schwansener Ostseeküste | 58-RD-55 | Schwansener Ostseeküste                                          | 3428,79          | 555552347 | Position    | Brodersby, Karby, Dörphof, Damp, Waabs, Barkelsby, Eckernförde | 21. Juni 2002        | Kreisblatt Nr. 18 S.202 vom 26.06.2002 |
|                         | 58-RD-56 | Westenseelandschaft                                              | 5943,46          | 555552348 | Position    | Westensee, Felde, Achterwehr, Mielkendorf, Rodenbek, Schierensee, Langwedel, Warder, Groß Vollstedt, Emkendorf                                                                                                   | 17. März 2004        | Kreisblatt Nr. 10 S. 81 vom 19.03.2004 |
|                         | 58-RD-57 | Landschaft der Oberen Eider                                      | 1987,59          | 555552349 | Position    | Rodenbek, Mielkendorf, Molfsee, Flintbek, Rumohr, Blumenthal, Böhnhusen, Grevenkrug, Techelsdorf, Schmalstede, Reesdorf, Brügge, Bordesholm                                                                      | 14. März 2006        | Kreisblatt Nr. 10 vom 22.3.2006 |
|                         |          | Waldparzellen Kronsberg/Barkmissen                               | 49,6             |           | Position    | Altenholz | 1. Juni 1938         | Reg.ABl. S. 210 |

Anmerkungen
1. ↑  Die Koordinaten entsprechen dem Mittelpunkt eines Rechtecks, das die Grenzen des Landschaftsschutzgebietes einrahmt. Aufgrund der Form eines Areals können sie auch außerhalb des eigentlichen Gebietes liegen. Die Tabellenspalte Karte gibt die genauen Grenzen an.
2. ↑  In der Liste des Kreises Rendsburg-Eckernförde nicht verzeichnet
3. ↑  Ein benachbartes Landschaftsschutzgebiet im Kreis Schleswig-Flensburg trägt ebenfalls den Namen „Ochsenweg“.
4. ↑  Ein benachbartes Landschaftsschutzgebiet im Kreis Schleswig-Flensburg trägt ebenfalls den Namen „Sorgetal“.
5. 1 2 3  In der Datenbank CDDA zwar richtig bezeichnet, aber dem Kreis Schleswig-Flensburg zugeordnet
6. ↑  In der Datenbank CDDA nicht verzeichnet